# Ivan Vukomanović
Ivan Vukomanović [ivan vukomanovič] (srbskou cyrilicí Иван Вукомановић; * 19. června 1977, Bělehrad) je bývalý srbský fotbalový záložník či obránce a mládežnický reprezentant SR Jugoslávie. Nastupoval na postu defenzivního záložníka, případně ve středu obrany.
V současnosti trenér, od října 2017 bez angažmá. Jako hráč působil mimo Srbsko (resp. Jugoslávii) na klubové úrovni ve Francii, v Německu, Rusku, Belgii, Izraeli, Číně a Itálii. V zahraničí trénoval v Belgii a na Slovensku. Vlastní srbské i belgické občanství.

## Hráčská kariéra
Je odchovancem Slobody Užice, kde se později propracoval do seniorské kategorie. V roce 1997 přestoupil do mužstva FK Obilić, kde na jaře 1998 získal titul. Před sezonou 1998/99 zamířil do zahraničí, když se upsal slavnému francouzskému klubu FC Girondins de Bordeaux. V roce 1999 se s ním radoval z mistrovského titulu. V Bordeaux se ale příliš neprosadil, a proto se v létě 1999 vrátil na hostování do vlasti a stal se novou posilou Crvene zvezdy. V ročníku 1999/00 získal s týmem „double“, tzn. ligový titul a triumf v domácím poháru. Na podzim 2000 hostoval v mužstvu 1. FC Kolín z Německa a po půl roce odešel zpět na hostování do Crvene zvezdy, kde se i tentokrát radoval z titulu. Následně hostoval v klubu FK Rad a ruském celku FK Dynamo Moskva. V Rusku pokračoval i po konci angažmá v Girondins de Bordeaux, kdy hrál za Alaniji Vladikavkaz. V zimě 2004/05 uzavřel kontrakt s belgickým týmem KSC Lokeren. Na jaře 2008 působil na hostování v Izraeli, konkrétně v mužstvu Maccabi Herzliya F.C. V červenci 2008 přestoupil do jiného belgického klubu, stal se posilou Royalu Antwerp FC. Svoji profesionální hráčskou kariéru ukončil v roce 2011 v týmu Čching-tao Čung-neng z Číny. Následně nastupoval v letech 2012-2013 jako amatér v italském mužstvu Troeggi Team, působícím v nižší soutěži.

## Trenérská kariéra
Po skončení aktivní hráčské kariéry se stal trenérem. Od léta 2013 byl asistentem u klubu Standard Liège z Belgie a stal se s ním vicemistrem první ligy. V průběhu sezony 2013/14 byl jmenován hlavním koučem Liège a odtrénoval 18 zápasů. V únoru 2015 v týmu skončil a pracoval pro belgický fotbalový svaz, kde se věnoval vzdělávání trenérů. Na jaře 2016 měl nabídku z anglického mužstva Nottingham Forest FC, ale k dohodě nedošlo.

### ŠK Slovan Bratislava
V srpnu 2016 podepsal po pátém kole ročníku 2016/17 Fortuna ligy roční kontrakt s dvouletou opcí se Slovanem Bratislava ze Slovenska. Ve funkci trenéra nahradil Vladimíra Koníka, který klub vedl dočasně dva týdny po odvolání kyperského kouče Nikodemose Papavasilioua. Vukomanovićovým asistentem se stal mj. krajan Vladimir Radenković, který do té doby trénoval reprezentaci Srbska do 21 let. Ve Slovanu v té době působili srbští hráči Boris Sekulić, Milan Rundić a Vukan Savićević.

#### Sezóna 2016/17
Ligovou premiéru na lavičce Slovanu si odbyl 20. srpna 2016 proti týmu MŠK Žilina, jeho svěřenci zvítězili po gólu Seydouby Soumaha na domácí půdě v poměru 1:0. V prosinci 2016 o něj projevilo zájem mužstvo Royal Excel Mouscron z Belgie, ale Vukomanović se rozhodl zůstat ve Slovanu. Po odmítnutí belgického angažmá řekl: „Mám rád klub ŠK Slovan Bratislava a chcem v ňom zostať aj naďalej. Považujem ho za mužstvo, ktoré má perspektívu. S hráčmi si rozumiem, a preto som ponuku belgického klubu odmietol (Mám rád klub ŠK Slovan Bratislava a chci v něm zůstat i nadále. Považuji ho za mužstvo, které má perspektivu. S hráči si rozumím, a proto sem nabídku belgického klubu odmítl.)“ V sezoně 2016/17 získal se Slovanem domácí pohár, když jeho svěřenci porazili ve finále hraném 1. května 2017 na stadionu NTC Poprad tehdy druholigový tým MFK Skalica v poměru 3:0. V ligové soutěži skončilo mužstvo na druhém místě tabulky.

#### Sezóna 2017/18
19. června 2017, v den svých čtyřicátých narozenin, uzavřel s vedením klubu novou smlouvu na dobu tří let. O čtyři dny později se jeho svěřenci představili v utkání Česko-slovenského Superpoháru 2017 hraného v Uherském Hradišti proti českému celku FC Fastav Zlín, kterému podlehli v penaltovém rozstřelu (1:1, 5:6 pen.). Hráči Slovanu pod jeho trenérskou taktovkou postoupili přes arménský tým FC Pjunik Jerevan (výhry 4:1 a 5:0) do druhého předkola Evropské ligy UEFA 2017/18, kde bratislavské mužstvo vypadlo po prohrách 0:1 a 1:2 s klubem Lyngby BK z Dánska. V říjnu 2017 s ním vedení Slovanu rozvázalo smlouvu a do funkce hlavního trenéra angažovalo Martina Ševelu.